# Società Italiana di Selvicoltura ed Ecologia Forestale
La Società Italiana di Selvicoltura ed Ecologia Forestale (SISEF), fondata nel 1995, è una associazione culturale senza fini di lucro avente lo scopo di promuovere la diffusione della cultura scientifica forestale a livello italiano e a livello internazionale. SISEF ha sede presso il Dipartimento per l'Innovazione nei sistemi Biologici, Agroalimentari e Forestali dell'Università degli Studi della Tuscia  (Viterbo).
SISEF è accreditata come società scientifica presso l'Agenzia nazionale di valutazione del sistema universitario e della ricerca (ANVUR) e fa parte dell'Associazione Italiana delle Società Scientifiche Agrarie (AISSA).

## Finalità
La SISEF si propone di incoraggiare e favorire:
- le ricerche e gli studi sulla struttura e la funzionalità degli ecosistemi forestali e sulla loro gestione sostenibile, ispirandosi ai principi dello sviluppo ecocompatibile e della conservazione della diversità biologica a livello genetico, di specie e di habitat;
- le ricerche e gli studi di dendrologia, arboricoltura da legno, pianificazione forestale e agroselvicoltura;
- le ricerche e gli studi sulla valorizzazione delle risorse forestali, con particolare riferimento alle utilizzazioni forestali e alla tecnologia del legno e dei prodotti legnosi;
- le ricerche e gli studi sui servizi ecosistemici connessi al bosco e alle piantagioni forestali, inclusi gli aspetti paesaggistici, sociali e culturali;
- la collaborazione tra i ricercatori, facilitando gli scambi scientifici a livello nazionale e internazionale, interessandosi anche degli aspetti didattici e formativi a livello universitario e post-universitario.

## Organi
Gli organi istituzionali della Società, come riportato all'art. 3 dello Statuto, sono: Assemblea; Consiglio; Presidente; Segretario; Collegio dei Revisori Contabili.
Assemblea dei Soci
L’Assemblea è l’organo deliberante ed è costituita da tutti i Soci che sono in regola con il pagamento della quota annuale e dai Soci benemeriti. L’Assemblea si occupa di approvare il bilancio annuale consuntivo e preventivo ed elegge, a scrutinio segreto con maggioranza semplice, tra i Soci iscritti almeno da un anno, gli organi istituzionali: Presidente, Segretario, Consiglieri, Revisori dei Conti. Normalmente gli organi dell’Associazione vengono eletti durante il Congresso nazionale, che si tiene con cadenza biennale.
Consiglio Direttivo
Il Consiglio direttivo dura in carica due anni ed è costituito dal Presidente, dal Segretario e da cinque Consiglieri. Del Consiglio fa parte di diritto il Presidente uscente, denominato Past-President, senza diritto di voto. I membri del Consiglio direttivo possono essere rieletti per non più di due mandati consecutivi.

### Presidenza
Il Presidente è il legale rappresentante della società e vigila sull’osservanza dello Statuto e del Regolamento. Il Presidente e il Segretario attuano le deliberazioni del Consiglio e concordano le decisioni in merito alle attività della società. Dal 2020 è presidente Renzo Motta, docente dell'Università degli Studi di Torino.

#### Cronotassi Presidenti
| Anni      | Presidente                  |
| --------- | --------------------------- |
| 2020-...  | Renzo Motta                 |
| 2016-2019 | Marco Marchetti             |
| 2011-2015 | Piermaria Corona            |
| 2007-2011 | Giuseppe Scarascia Mugnozza |
| 2003-2007 | Marco Borghetti             |
| 1999-2003 | Giuseppe Scarascia Mugnozza |
| 1995-1999 | Franco Viola                |

### Gruppi di Lavoro
SISEF coordina la formazione di Gruppi di Lavoro formatisi in modo spontaneo tra i soci e/o simpatizzanti che lavorano su tematiche specifiche del mondo forestale, al fine di incoraggiare l'integrazione delle ricerche tra i ricercatori, i cultori e i rappresentanti degli Enti territoriali in modo tale da facilitare la collaborazione scientifica e tecnica in campo ecologico e selvicolturale sia a livello italiano che internazionale.
| Gruppo di Lavoro                               | Coordinatore                                          | Anno di attivazione |
| ---------------------------------------------- | ----------------------------------------------------- | ------------------- |
| Inquinamento e foreste                         | Silvano Fares                                         | 1998                |
| Terpeni in ecologia                            | Marco Michelozzi                                      | 1998                |
| Biodiversità forestale                         | Cristina Vettori                                      | 1998                |
| Arboricoltura da legno                         | Gianfranco Minotta                                    | 1998                |
| Modellistica forestale                         |                                                       | 2000                |
| Selvicoltura                                   | Andrea Cutini                                         | 2000                |
| Ecologia del suolo                             | Andrea Squartini                                      | 2006                |
| Pianificazione forestale                       | Paolo Cantiani, Fabrizio Ferretti                     | 2007                |
| Geomatica forestale                            | Gherardo Chirici, Davide Travaglini, Agostino Ferrara | 2012                |
| Tecnologia del legno e utilizzazioni forestali | Nicola Macchioni, Luigi Todaro                        | 2014                |
| Gestione degli Incendi Boschivi                | Davide Ascoli, Michele Salis, Luca Tonarelli          | 2016                |
| Verde Urbano                                   | Giovanni Sanesi                                       | 2017                |
| Comunicazione Forestale                        | Giorgio Vacchiano                                     | 2018                |
| Foreste, Mitigazione e Adattamento             | Ugo Chiavetta                                         | 2018                |
| Infrastrutture, Risorse, Innovazione           | Enrico Marchi                                         | 2019                |

### Le riviste
SISEF cura la pubblicazione di due riviste scientifiche  on-line, una in lingua inglese e una in italiano.
- iForest[2] è una rivista on-line peer-reviewed, ad accesso libero e in lingua inglese. La rivista comprende una vasta gamma di aspetti di ricerca in materia di scienze forestali: ecologia forestale, biodiversità genetica, ecofisiologia, selvicoltura, pianificazione forestale, monitoraggio e protezione delle foreste, ecologia del paesaggio, storia delle foreste ed ecologia, utilizzazioni e tecnologia del legno. iForest ha ottenuto il primo Impact Factor nel 2011 (0,507), salito a 1,419 nel 2019. La rivista è Q2 come indicatore Scimago nei settori Ecology, Forestry, Nature and Landscape Conservation.
- Forest@[3] è una rivista on-line peer-reviewed pubblicata in lingua italiana che mira a diffondere articoli scientifici, rapporti tecnici, rassegne scientifiche, comunicazioni brevi, commenti e prospettive, riguardanti varie discipline afferenti alle scienze forestali ed ambientali, con particolare attenzione alla selvicoltura ed all'ecologia forestale, all'ecofisiologia forestale, alla conservazione delle risorse genetiche e della biodiversità forestale, alle utilizzazioni forestali, alla tecnologia del legno, alla pianificazione forestale e territoriale e alla storia forestale.